# Bugula hessei
Bugula hessei är en mossdjursart som beskrevs av Hasenbank 1932. Bugula hessei ingår i släktet Bugula och familjen Bugulidae. Inga underarter finns listade i Catalogue of Life.